# Adokiye Amiesimaka
Adokiye Amiesimaka   (Nigèria, 23 de novembre de 1956) fou un futbolista nigerià de la dècada de 1970 i 1980.
Havia estat estudiant a la Universitat de Lagos i jugador dels clubs Enugu Rangers Football Club, Sharks Football Club, ACB Lagos i de la selecció nacional de Nigèria. Jugava d'extrem esquerre o centrecampista esquerre.
Amb la selecció de Nigèria guanyà la medalla d'or a la Copa d'Àfrica de Nacions 1980 i participà als Jocs Olímpics de 1980.
Un dels estadis de Port Harcourt duu el seu nom.